# Mohammad Ali Radżai
Mohammad-Ali Radżai (perski: محمد على رجائى [moɦæˈm:æd æˈli: ræʤɔ:ˈi:]; ur. 15 czerwca 1933 w Kazwinie, zm. 30 sierpnia 1981 w Teheranie) – irański nauczyciel i polityk, premier Iranu i prezydent Iranu, działacz islamski.

## Życiorys
Ukończył studia pedagogiczne w Teheranie, służył w młodym wieku w lotnictwie. Po 1960 pracował jako nauczyciel. Od 1963 związany z Ruchem Wyzwolenia Iranu, kierowanym przez Mehdiego Bazargana. Był dwukrotnie więziony w latach 70., łącznie spędził w więzieniu około dwóch lat (okres panowania szachinszacha Mohammada Rezy Pahlawiego). Powrócił do pracy nauczyciela po zwolnieniu z więzienia w 1978, współtworzył Muzułmańskie Stowarzyszenie Nauczycieli. Był także członkiem komisji ds. przeprowadzenia rewolucji w Iranie.
Po zwycięstwie irańskiej rewolucji islamskiej został mianowany ministrem oświaty (w marcu 1979). Działał w Partii Republiki Islamskiej i został deputowanym do Medżlisu (parlamentu) z Teheranu. W sierpniu 1980 prezydent Abdolhassan Bani Sadr powierzył mu stanowisko premiera. Pełnił funkcję w okresie wybuchu wojny z Irakiem (zob. wojna iracko-irańska).
W czerwcu 1981 prezydent Bani-Sadr został zmuszony do ustąpienia i zbiegł za granicę. Radżai wszedł w skład Tymczasowej Rady Prezydenckiej, a 24 lipca 1981 został wybrany na nowego prezydenta, który to urząd objął 2 sierpnia. Niebawem powierzył funkcję szefa rządu Mohammadowi Javad Bahonarowi. Wraz z premierem Bahonarem i trzema innymi osobami zginął w zamachu bombowym w siedzibie premiera w Teheranie już 30 sierpnia 1981, niespełna miesiąc po wyborze na prezydenta.

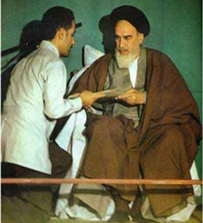
Radżai i ajatollah Chomejni, 1981
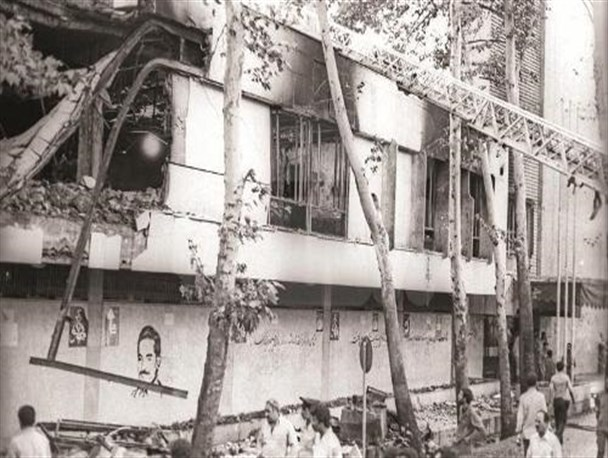
Siedziba premiera Iranu po eksplozji, 1981
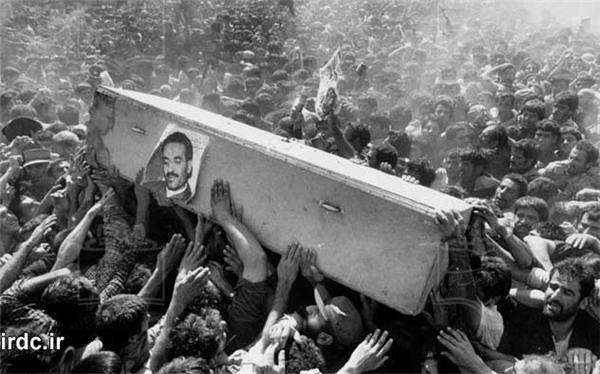
Uroczystości pogrzebowe prezydenta, 1981